# Moulin du Cat Sauvage
Moulin du Cat Sauvage of Kattemolen is een staakmolen in het Belgische Elzele in het Pays des Collines in de provincie Henegouwen. De molen staat op een 116 meter hoge heuvel op de grens van Elzelle en Ronse en dus ook op de grens tussen het Vlaamse en Waalse Gewest. De molen is in 1750-1751 gebouwd voor de gravin van Rohan-Soubise. Op het dak prijkt een windwijzer in de vorm van een kat. De korenmolen bleef tot na de Tweede Wereldoorlog bedrijfsmatig in gebruik. In 1952 werd hij aangekocht door de Fédération du Tourisme de la Province de Hainaut. De molen is thans in het bezit van de gemeente Elzele. Hij wordt door vrijwillige molenaars bediend. De molen is asymmetrisch door de kombuis waarin een deel van de werktuigen is opgesteld. De molen is tegenwoordig een beschermd monument en tevens een beschermd dorps- en stadsgezicht.
- Monument Wallonië DGO4: 51017-CLT-0002-01